# ジェームス・ジェビア
ジェームス・ジェビア (1963年7月22日 - ) は、アメリカ合衆国（国籍はイギリス）出身のファッションデザイナー、実業家である。スケートボードショップおよびファッションブランドであるシュプリームの創業者で知られる。

## 経歴
ジェームス・ジェビアはアメリカ合衆国に生まれた。1歳のときに、両親がイギリスのウェスト・サセックスに転居したが、ジェビアは19歳のときにアメリカ合衆国に戻り、ニューヨーク市を拠点にするようになる。彼のアメリカ合衆国出身の父親はアメリカ空軍に在籍し、母親は主婦の後に教師になった。彼の両親は10歳のときに離婚している。

赤地にFutura字体の白い文字で構成されたシュプリームのボックスロゴ

1983にジェームス・シェビアはニューヨーク市に移り、スタテン島のアパートを500ドルで用意した。 彼はソーホーにあるスケートショップ兼アパレルショップのParachute（パラシュート）に就職した。
1989年に、彼はベンチャーでユニオンNYCを創業した。1991年から1994年の間は、ステューシー創業者のショーン・ステューシーとチームを組んだ。
1994年に、ジェビアはファッションブランドでスケートボードショップであるシュプリームを立ち上げ、1号店をラファイエット・ストリートにオープンさせた。シュプリームは2019年11月現在、世界に12か所あり、ニューヨークに2か所（ラファイエット・ストリート、ブルックリン）、そしてロサンゼルス、サンフランシスコ、ロンドン、パリにあり、日本では、渋谷、代官山、原宿、名古屋市の栄、大阪市の堀江そして、福岡市の大名にある。

## プライベート
ジェビアは、Bianca Jebbiaと結婚し子供が2名いる。現在はニューヨーク市ロウアー・マンハッタンのウェスト・ビレッジに住んでいる。